# Germaine Berton
Pour les articles homonymes, voir Berton.
Germaine Berton, née le 7 juin 1902 à Puteaux (Seine) et morte le 5 juillet 1942 à Paris, est une ouvrière métallurgiste, militante syndicaliste et anarchiste française.
Le 22 janvier 1923, son nom reste associé au meurtre de Marius Plateau, directeur de la Ligue d’Action française et de sa branche militante les Camelots du roi. Elle voulait assassiner Léon Daudet, l'une des principales figures politiques de l'Action française, mais n’avait pas réussi à le trouver. Elle déclare à la police avoir voulu venger Jean Jaurès, Miguel Almereyda et protester contre l’occupation de la Ruhr.
Le 24 décembre 1923, son avocat, Henry Torrès, réussit à la faire acquitter.

## Biographie

### Enfance
Germaine Jeanne Yvonne Berton est née à Puteaux le 7 juin 1902, dans une famille issue du milieu ouvrier. Son père, Arsène Berton (1870-1918), est un mécanicien, républicain et franc-maçon, admirateur de Jaurès et anticlérical. Sa mère, Jeanne Vrillaud (1874-?), est une institutrice congréganiste très pieuse. Elle est proche de son père, qui l'emmène voir Jaurès, mais a des relations difficiles avec sa mère. Elle adore jouer avec ses camarades masculins, et monte une pièce de théâtre sur le procès de Louis XVI à l'école.
Lorsqu'elle a dix ans, en 1912, la famille Berton s'installe à Tours. Elle est une bonne élève et passe son brevet de l'enseignement primaire supérieur. Elle intègre ensuite l'École des Beaux Arts de Tours, où elle reçoit le premier prix du dessin à vue. Elle est obligée de quitter l'école quand son père meurt, et devient ouvrière.
Elle est très marquée par la Première Guerre mondiale. À treize ans, elle tombe amoureuse d'un soldat qui est tué, et elle tente de se suicider en se jetant dans la Loire. Elle développe dès ce moment une opposition antimilitariste.

### Débuts professionnels et militantisme
Germaine Berton travaille d’abord comme ouvrière dans une usine d'équipement américaine. Elle s'engage dans le mouvement syndical : Union des syndicats d'Indre et Loire, les comités syndicalistes révolutionnaires, la section du comité de défense sociale de Tours. La police établit des rapports sur elle, indiquant qu'elle prône la violence lors de ses prises de parole. Elle est recrutée dans les ateliers de chemin de fer de Tours, et entre en contact avec des militants CGT et des cheminots qui sont les meneurs du mouvement syndical. Elle intègre alors les comités de défense syndicalistes.
En 1918, elle participe à la reconstitution du syndicat des Métaux à Tours. Elle est ensuite renvoyée de l’usine Rimailho de Saint-Pierre-des-Corps pour son action syndicale. Elle est surnommée « la vierge noire » par son supérieur hiérarchique.
En 1920, elle est secrétaire adjointe du comité syndicaliste révolutionnaire de Tours. Brièvement adhérente au PCF, elle écrit des articles violents dans Le Réveil d’Indre-et-Loire.
En 1920, elle part pour Paris de juin à septembre. Elle vend des journaux pour survivre tant bien que mal, et souhaite réunir des fonds pour lancer une revue intitulée De l'acte individuel à l'acte collectif. Elle défend alors l'idée de l'action directe et de la vengeance sociale.

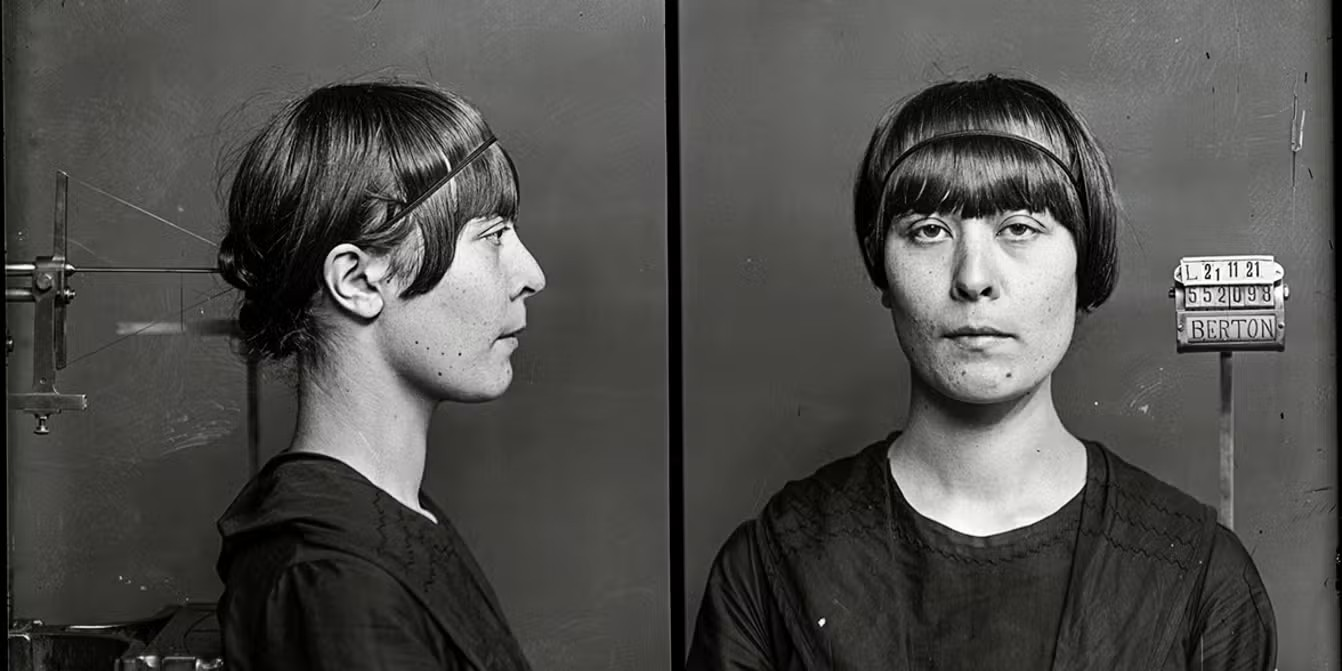
Photographie d'identité judiciaire de Germaine Berton, le 21 novembre 1921.

Elle rejoint l'Union anarchiste de Paris, puis le groupe des anarchistes individualistes du quatorzième arrondissement. Les anarchistes individualistes s'opposent au travail salarié, et forment un mouvement dispersé. Elle écrit des articles virulents dans plusieurs journaux, exprimant encore des positions antimilitaristes et révolutionnaires. Son article dans le journal communiste Le Réveil est particulièrement remarqué car elle lance des appels à la désertion : « La France, cette marâtre ignoble qui envoie ses fils crever sur les champs de carnage, est à l'heure actuelle le pays le plus militarisé du monde entier. La république, cette salope au mufle barbouillé de sang pourri, craint que les Français n'entendent les clameurs révolutionnaires du peuple russe (…) Déserte et n'obéis pas,. » La police mentionne sa présence au café La Rotonde à Montparnasse, un supposé repaire d'anarchistes. Le 20 novembre 1921, au commissariat du Pré-Saint-Gervais, elle annonce avoir perdu ou s'être fait voler ses papiers d'identité, qui auraient d'après elle été déposés dans ce commissariat à son attention. Mécontente d'être éconduite, elle gifle le secrétaire du commissaire de police et est condamnée, le 22 novembre, à trois mois de prison et 25 francs d'amende. Elle est incarcérée à la prison Saint-Lazare et se trouve dans la même cellule que Madame Bermain de Ravisi.
Elle fréquente Louis Lecoin, anarchiste notoire, qui l'héberge avec sa compagne Marie Morand. Elle est employée au Libertaire où elle effectue des tâches administratives, mais où elle subtilise aussi des lettres, des mandats et de l'argent. Elle en est chassée. Elle développe par rapport à l'argent le comportement anarchiste de reprise ou d'égalisation des conditions, car elle considère que voler aux fortunés n'est pas du vol. Elle contracte également des dettes qu'elle ne rembourse pas. Dès 1922, elle ne travaille plus, et a des problèmes de santé, et avorte de plus dans des conditions difficiles. Elle tombe amoureuse d'un jeune anarchiste prénommé Armand, qui, appelé à l'armée, se suicide pour ne pas y aller. Cet évènement ravive son antimilitarisme et la conduit à préparer un coup contre l'Action française, dont Léon Daudet est l'un des membres influents. Les Camelots du roi sont en quelque sorte le service d'ordre de l'Action française. Germaine Berton considère qu'il y a un lien entre les activités de l'Action française et la montée du fascisme. L'Action française soutient également Poincaré dans son projet d'occupation de la Ruhr en 1923. Berton considère que Léon Daudet est responsable de l'assassinat de Jaurès. Elle fait des plans pour l'assassiner, mais finit par choisir Marius Plateau.
Ses idées et ses actions mettent en avant l'importance de l'égalité et de l'antimilitarisme dans ses actions.
Elle milite également dans le comité de Défense des marins de la mer Noire.

### Assassinat de Marius Plateau

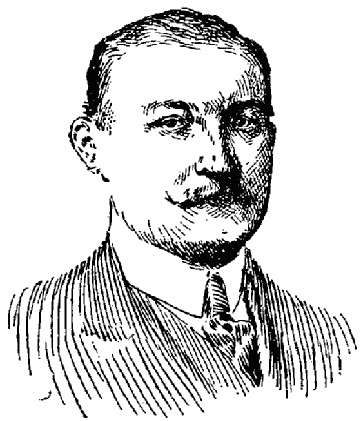
Marius Plateau.

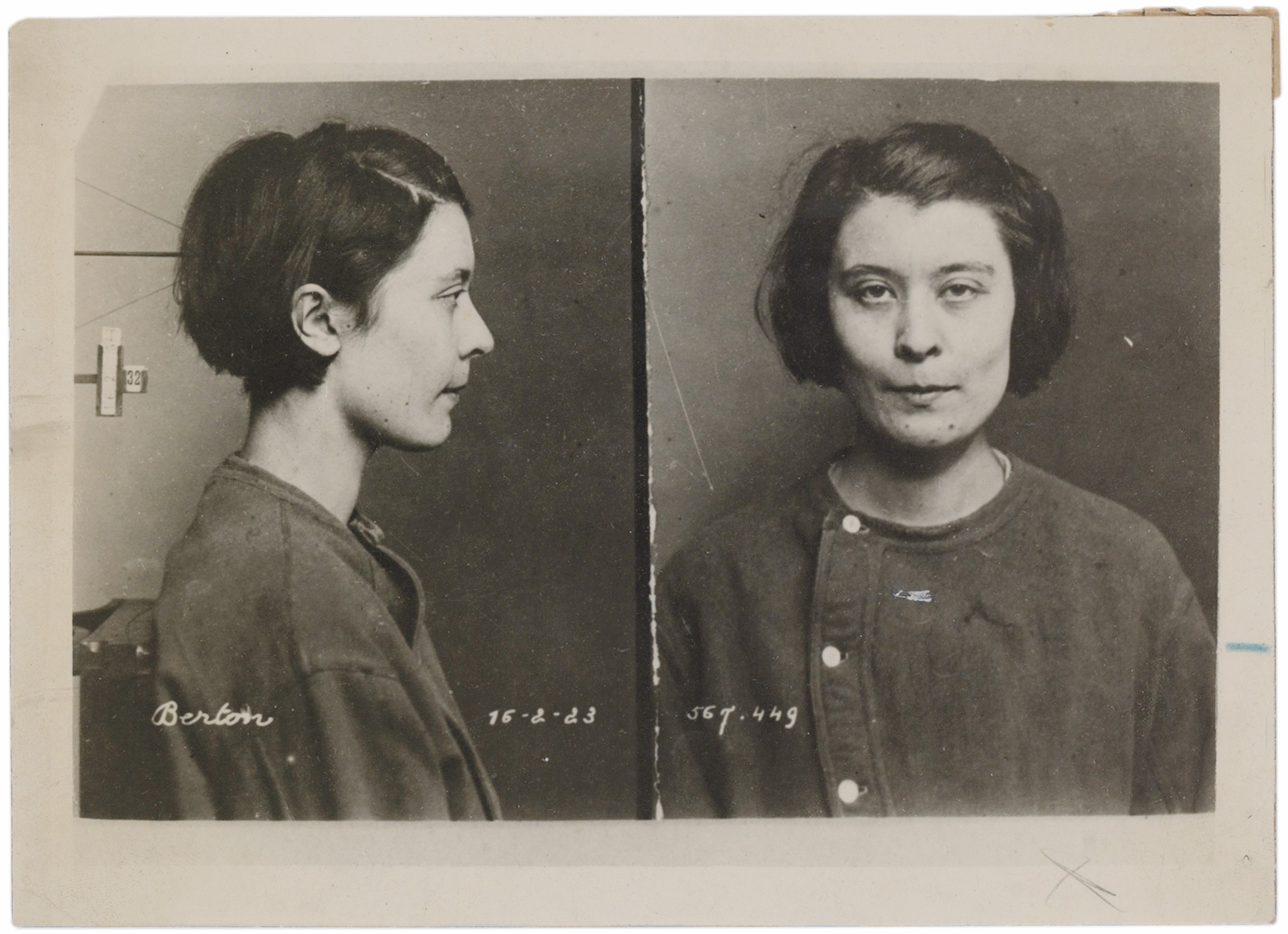
Photographie d'identité judiciaire de Germaine Berton, le 16 février 1923.

Le 22 janvier 1923, elle assassine le secrétaire de la Ligue d'Action française Marius Plateau de cinq coups de revolver au siège de l’Action française à Paris. Elle avait d'abord souhaité s’en prendre à un dirigeant bien connu du mouvement nationaliste comme Charles Maurras ou Léon Daudet, mais c'est Plateau qui est victime de son attentat. Par la suite, Germaine Berton tente de se suicider pour échapper aux poursuites. À la police venue l’arrêter, elle déclare qu’elle a voulu venger Jaurès, Almereyda et protester contre l’occupation de la Ruhr.
Elle est emprisonnée pendant 11 mois à Saint-Lazare jusqu'à l'ouverture de son procès. À cette occasion elle fait la rencontre de Sœur Marie-Claudia. La religieuse lui indique ses doutes sur sa propre foi et  elles entament une correspondance à partir d'octobre 1923 :  « J'ai su dompter mon cœur à 16 ans et à 26 j'en suis incapable. Deux grandes puissances se réveillent, se révoltent de rester inactives : le cœur et l'intelligence ! Pourquoi Dieu rejette-il toutes mes demandes ? À quoi bon alors sacrifier un cœur, une nature ardente comme la mienne ? ». Gagnée à la cause de Germaine Berton, elle quitte les ordres en novembre pour rejoindre les amis de Germaine. La rencontre échoue, elle prend conseil auprès de son beau frère qui lui conseille de retourner au couvent. Ne voyant pas d'alternative, c'est ce qu'elle fait.
Son procès est très médiatisé et suscite une grande curiosité, un assassinat politique commis par une femme étant rare et suscitant des fantasmes dans la presse qui évoque notamment l'image d'une « Vierge rouge ». Elle est défendue par Henry Torrès qui plaide l'acquittement, demandant le même traitement que Raoul Villain, assassin de Jean Jaurès, acquitté quatre ans plus tôt : « Acquittez-la pour tout ce qu'elle représente d'abandon d'elle-même et de misère, acquittez-la comme vous aviez acquitté Villain. Paix pour tous. Il faut que celle-ci aille rejoindre Villain dans l’oubli et dans l'apaisement ». Bien qu'ayant revendiqué son crime, elle est acquittée le 24 décembre 1923.

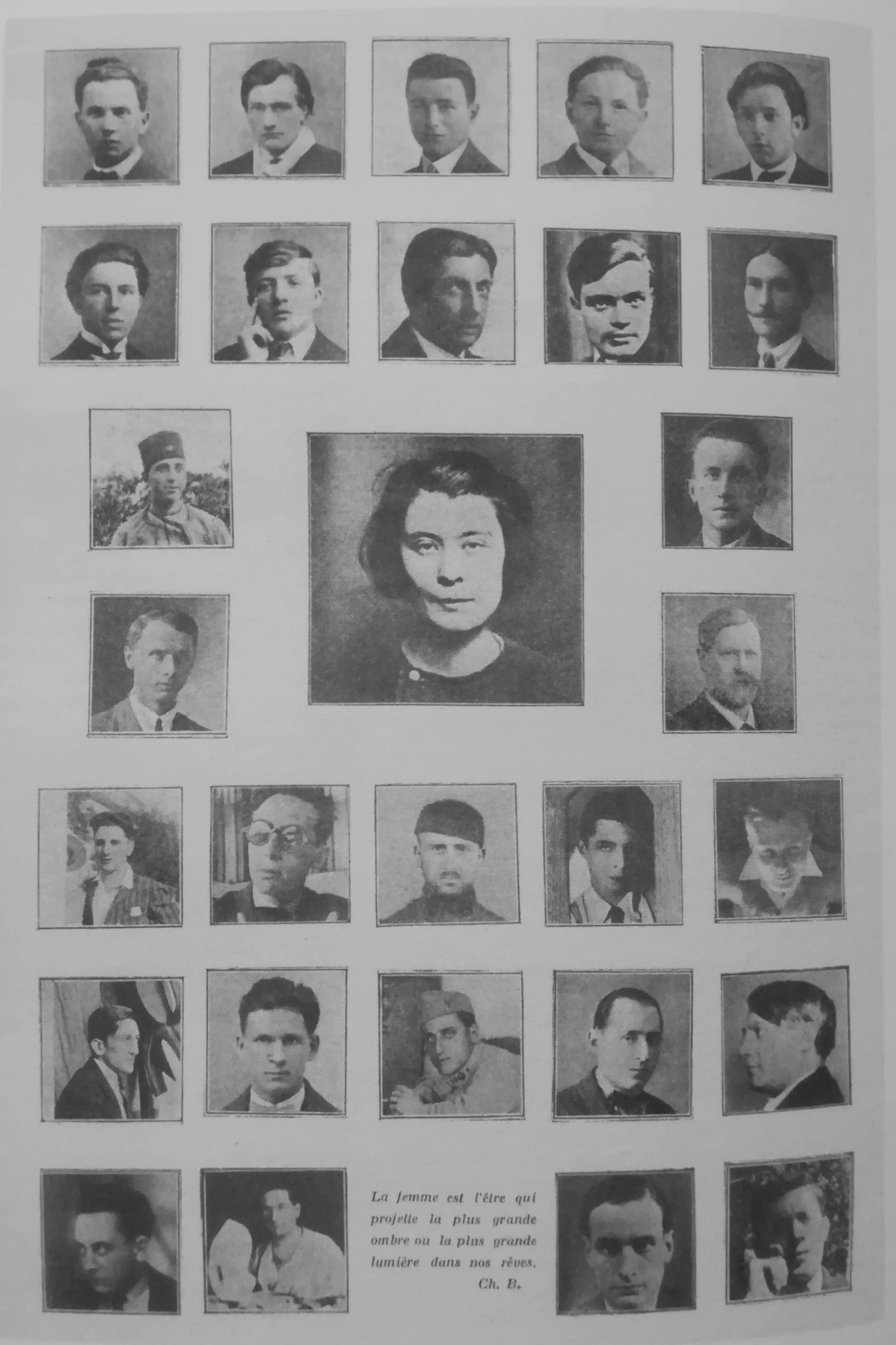
Au centre, portrait de Germaine Berton, page 17 du n° 1 de La Révolution surréaliste, 1er décembre 1924.

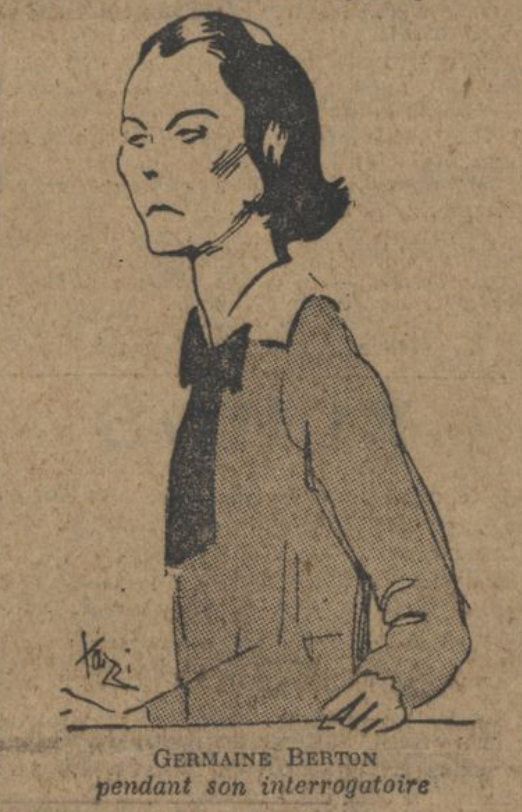
Portrait de Germaine Berton pendant son interrogatoire, dans Le Journal du 19 décembre 1923.

Durant la période du procès, le journal anarchiste Le Libertaire organise une campagne de solidarité pour soutenir Germaine Berton, et plusieurs militants anarchistes connus comme Séverine assistent au procès. Le numéro 210 (26 janvier - 2 février 1923) du journal n’hésite pas à parler de « l’héroïque Germaine Berton ». Dans le même, les surréalistes prennent également la défense de la jeune anarchiste. Dans le numéro de février mars 1923 de Littérature, Louis Aragon soutient totalement son geste, précisant que, face à un groupe qui menace la liberté, un individu peut « recourir aux moyens terroristes, en particulier au meurtre, pour sauvegarder, au risque de tout perdre, ce qui lui paraît — à tort ou à raison — précieux au-delà de tout au monde ». Son portrait — entouré de photos de 28 membres et proches du groupe — fait également l’objet d’un photomontage publié dans le numéro du 1er décembre 1924 de La Révolution surréaliste avec cet épigraphe de Baudelaire : « La femme est l'être qui projette la plus grande ombre ou la plus grande lumière dans nos rêves ». Germaine Berton a été, selon l'expression du biographe d'André Breton Mark Polizzotti, « la première anti-héroïne surréaliste » à l'instar de Violette Nozière, incarnation de « la Révolution et de l'amour » selon l'expression de Breton rapportée à l'époque du procès par sa femme dans une lettre.
L'Action française dénonce lors du procès un complot « germano-bolchéviste » ; l'historienne Fanny Bugnon souligne que les royalistes ont tenté de s'appuyer sur le fait que Germaine Berton soit une jeune femme pour donner du crédit à l'hypothèse d'une machination des « agents de l'Allemagne, des Soviets et de la Finance internationale » dont elle n'aurait été que l'exécutante manipulée. L'Action française appelle en ce sens ses partisans à se mobiliser dès l'annonce de la mort de Marius Plateau. Les Camelots du roi vandalisent ainsi l'imprimerie du journal républicain et pacifiste L'Œuvre le soir même de l'assassinat et plusieurs milliers de royalistes défilent à l'occasion des funérailles. Le verdict du procès est dénoncé comme un « crime du jury » dans L'Action française.
Le geste de Germaine Berton a de grandes conséquences pour l'Action française puisque Marius Plateau souhaitait à l'époque structurer cette ligue.

### Acquittement et nouvelle arrestation
Après son acquittement, Berton entreprend une tournée de conférences. En 1924, elle est accueillie au sein du groupe anarchiste d'Aimargues, chez Laurent Lasgoute. Le 22 mai 1924 — à la suite de bagarres suscitées par l’une de ses conférences à Bordeaux — Germaine Berton est à nouveau arrêtée. Condamnée à quatre mois de prison et 100 francs d’amende, elle est internée au fort du Hâ. Refusant la détention, elle fait la grève de la faim pendant huit jours et doit être transportée à l’hôpital Saint-André le 30 mai ; elle cesse la grève le 31. Durant cette période, Germaine Berton souffre de troubles mentaux et tente à plusieurs reprises de se suicider. Le journal Le Libertaire évoque l'amour qu'elle aurait porté à Philippe Daudet, mort l'année précédente, pour expliquer son geste.
Après cet épisode, Germaine Berton semble avoir abandonné ses activités militantes. Elle ne fréquente plus les milieux anarchistes. Elle se marie à Paris, le 17 novembre 1925, avec Paul Burger, artiste-peintre né à Java en 1888, avant de le quitter en 1935 pour vivre dans le 15e arrondissement de Paris avec René Coillot, un imprimeur. Elle ne fait plus parler d'elle jusqu'en 1942, lorsqu'elle absorbe volontairement une forte dose de Véronal ; elle meurt à l'hôpital Boucicaut à l'âge de 40 ans, quatre jours après la mort de Léon Daudet.

#### Bases de données et dictionnaires
- Ressource relative à la vie publique :   - Maitron
- Notices d'autorité :   - VIAF
  - ISNI
  - BnF (données)
  - IdRef
  - LCCN
  - GND
  - Israël